# 藤江陽子
藤江 陽子 (ふじえ ようこ 1964年3月26日 - ) は、日本の文部科学官僚。

## 人物
筑波大学附属高等学校、早稲田大学政治経済学部卒業。1988年早稲田大学大学院政治学研究科修士課程修了。文部省入省。
在中華人民共和国日本国大使館一等書記官、日本学生支援機構学生生活部長、政策企画部長、生涯学習政策局男女共同参画学習課長等を経て、2015年文部科学省大臣官房人事課長。
2016年文化庁文化財部長、文部科学省大臣官房審議官 (高大接続及び初等中等教育局担当) 兼内閣府子ども・子育て本部審議官、2017年スポーツ庁審議官・内閣官房副長官補付・内閣官房東京オリンピック競技大会・東京パラリンピック競技大会推進本部事務局審議官、2018年内閣官房小型無人機等対策推進室審議官兼務、2020年スポーツ庁次長・東京オリンピック競技大会・東京パラリンピック競技大会推進本部事務局特命担当統括官、内閣官房オリンピック・パラリンピックレガシー推進室長代行補。
2021年日本学生支援機構理事、2022年文部科学省総合教育政策局長。
2023年文部科学審議官。2024年退任。

## 賞罰
- 2017年、文部科学省天下り問題で11件の違法行為に関与し、現役職員としては最も重い懲戒停職処分（3カ月）を受けた[5][6]。